# 17000 Medvedev
17000 Medvedev è un asteroide della fascia principale. Scoperto nel 1999, presenta un'orbita caratterizzata da un semiasse maggiore pari a 2,2037311 UA e da un'eccentricità di 0,1359599, inclinata di 5,35492° rispetto all'eclittica.
L'asteroide è dedicato al bielorusso Alexandr V. Medvedev, terzo classificato all'Intel International Science and Engineering Fair del 2003.